# 山地白眼蝶
山地白眼蝶（學名：Melanargia montana），是屬於蛺蝶科眼蝶亞科的一種蝴蝶，是白眼蝶屬的一種。分佈於中國四川和陝西南部，長江流域一帶。生活於海拔1800至2300米的林區和山頂。飛行緩慢，愛訪花。

## 外型
山地白眼蝶翅膀白色，脈紋和斑紋褐色。前翅中室端及M1室有褐色斑，Cu1室近臀角有褐色斑，後緣有褐色帶。後翅前緣有一褐色斑，亞外緣有1~2個小褐斑點，翅底前緣和亞外緣各有2個及3個眼斑。

## 腳註
1. ↑  Leech, 1890 New species of Lepidoptera from China Entomologist 23 : 26
2. 1 2  許家珠、魏煥志、賴平芳. . 中國: 陝西科學技術出版社. 2010年6月. ISBN 9787536947801 （中文（简体））.

## 外部連結
- 维基共享资源上的相關多媒體資源：山地白眼蝶
- 維基物種上的相關：山地白眼蝶
- Melanargia montana （页面存档备份，存于） - funet.fi